# الاعتراف القانوني بالعلاقات المثلية في سويسرا
سمحت سويسرا بالشراكات المسجلة للشركاء المثليين منذ 1 يناير 2007، بعد استفتاء في عام 2005.
يجري حاليا صياغة مشروع قانون لتشريع زواج المثليين من قبل لجنة الشؤون القانونية التابعة للمجلس الوطني، وتم الانتهاء منه في فبراير 2019، ليتم إرساله إلى البرلمان السويسري للتداول والمناقشة. يمكن معارضة القانون الذي سيجيزه البرلمان من قبل المعارضين في استفتاء، إذا جمعوا 50,000 توقيع صالح خلال 100 يوم. تشير استطلاعات الرأي إلى أن مشروع القانون يحظى بتأييد شعبي كبير في سويسرا.

## الشراكات المسجلة

خريطة توضح كيف صوت السويسريون على استفتاء الشراكات المسجلة عام 2005
نعم (>60%)
نعم (50%-59%)
لا

في استفتاء وطني في 5 يونيو 2005، أقر السويسريون بنسبة 58٪ قانون الشراكة المسجلة، ومنحوا الشركاء المثليين نفس الحقوق والحماية التي يتمتع بها الأزواج المغايرة من حيث وضع الأقرباء، الضرائب، الضمان الاجتماعي، التأمين، وحيازة مشتركة للسكن. ومع ذلك، لن يكون للشركاء المثليين نفس الحقوق من حيث:
- التبني الكامل المشترك للأطفال.
- الحصول على أطفال أنابيب للمثليات.
- تسهيل عملية التجنيس للشريك المثلي الأجنبي للمواطنين السويسريين. يوفر القانون السويسري مساراً أسرع للحصول على الجنسية للزوج المغاير للمواطنين السويسرييين، لكنه لا يعترف بزواج المثليين الذي يتم عقده في بلدان أجنبية، ويصنفها بدلاً من ذلك كشراكات مدنية.

الاسم الرسمي لقانون الشراكات المسجلة هو (بالألمانية: "eingetragene Partnerschaft")، (بالفرنسية: "partenariat enregistré")‏، (بالإيطالية: "unione domestica registrata")‏، (باللغة الرومانشية: "partenadi registrà"). وقد أقر المجلس الوطني، في 3 كانون الأول/ديسمبر 2003 مشروع القانون، بتصويت 111 صوتا لصالحه مقابل 72 صوتا ضده (111-72)، وأقره مجلس الولايات في 3 حزيران/يونيو 2004، مع تغييرات طفيفة. وافق المجلس الوطني عليه مرة أخرى في 10 يونيو لكن الحزب المحافظ «الاتحاد الديمقراطي الاتحادي السويسري» جمع التوقيعات لفرض الاستفتاء. بعد ذلك، صوت السويسريون بنسبة 58٪ لصالح مشروع القانون في 5 يونيو 2005. ودخل القانون حيز التنفيذ في 1 يناير 2007. كانت سويسرا أول دولة تمرر قانونا يعترف قانونيا بالعلاقات المثلية عن طريق الاستفتاء الشعبي.

### الشركاء المغايرون
في 15 مارس 2016، وافق المجلس الوطني على اثنين من الاقتراحات معربا عن دعمه للشراكات المسجلة بين الشركاء المغايرين. تمت الموافقة على هذه الاقتراحات في تصويت 96 صوتا لصالح و83 صوتا ضد (96-83) وتصويت 96 صوتا لصالح و82 صوتا ضد (96-82).

### التبني وتنظيم الأسرة
يمكن للشخص العازب، بغض النظر عن توجهه الجنسية، تبني الأطفال. وافق البرلمان في ربيع عام 2016 على مشروع قانون يسمح بتبني أحد الشريكين للطفل للبيولوجي للشريك الآخر. حاول المعارضون غير ناجحين فرض استفتاء على مشروع القانون. ودخل القانون حيز التنفيذ في 1 يناير 2018.
يتعلق الفصل 27 من قانون الشراكة المسجلة بمسألة طفل/أطفال الشريك. ينص القانون على أن شريك الأب أو الأم البيولوجي (ة)/الوالد المتبني (ة) يجب أن يقدم الدعم المالي لطفل شريكه، كما أنه يمتلك السلطة القانونية الكاملة لتمثيل الطفل في كل أمر باعتباره شريكًا للأب أو للأم. كما ينص على أنه في حالة انفصال الشريكين، يحق للشريك السابق الحفاظ على علاقات وثيقة مع طفل شريكه السابق. يجعل هذه الفصل قانون الشراكات السويسرية المسجلة واحدة من أكثر الشراكات تحرراً، مما يمنح الشريكين دورًا حقيقيًا في كونهما والدين.
في عام 2010، بدأت منظمات الدفاع عن حقوق المثليين السويسرية تقديم عريضة بعنوان «نفس الفرص لجميع الأسر»، مطالبين بمزيد من حقوق التبني. في 30 سبتمبر 2011، ناقش المجلس الوطني الالتماس ولكنه صوّت في نهاية المطاف ضده في تصويت 83 لصالحه مقابل 97 ضده (83-97). ومع ذلك، قدم النقاش والتصويت عن قرب وجهة نظر حول آراء أعضاء البرلمان وتطور العقليات حول المسألة، على سبيل المثال «مايا إنغولد»، عضوة البرلمان عن حزب الشعب الإنجيلي السويسري، تحدثت عن المزيد من الاعتراف بالأباء والأمهات المثليين والمثليات، بينما قام حزبها بحملة ضد قانون الشراكة المسجلة في عام 2005. أصبح من الواضح أنه في حين لم يكن هناك أغلبية للتبني المشترك الكامل، فإن السماح بتبني طفل أحد الشريكين للطفل البيولوجي للشريك الآخر يمكن أن يحظى بدعم الأغلبية في البرلمان.
وافق مجلس الولايات على الالتماس، ووافقت لجنة الشؤون القانونية على اقتراح من نائب البرلمان مثلي الجنس كلود جانياك (عن الحزب الاشتراكي الديمقراطي السويسري) الذي يدعم الحق في التبني الكامل المشترك بغض النظر عن الحالة الأسرية أو التوجه الجنسي. في نوفمبر 2011، صوتت اللجنة بالإجماع لصالح، بما في ذلك أعضاء حزب الشعب السويسري المحافظ. في شباط / فبراير 2012، رد المجلس الاتحادي، وهو السلطة التنفيذية في البلاد، بإبلاغ مجلس الولايات بأنه يؤيد تبني أحد الشريكين للطفل البيولوجي للشريك الآخر، ولكنه ضد حقوق التبني المشتركة الكاملة.
في 14 مارس 2012، وافق مجلس الولايات في تصويت 21 صوتا لصالح و19 صوتا ضده (21-19) على تمديد حقوق التبني للشركاء المثليين بالكامل بغض النظر عن الحالة الأسرية أو التوجه الجنسي.
رفض المجلس الفدرالي ذلك خلال المناقشة في سبتمبر 2011، لذلك كان يجب أن يتم التصويت على مشروع القانون مرة أخرى من قبل المجلس الوطني، والذي فعل ذلك في 13 ديسمبر 2012، إذ أيد المجلس الوطني السماح بمنح الشركاء المثليين الحق في تبني الأطفال البيولوجيين أو المتبنين لشركائهم قبل بدء علاقته، بتصويت 113 صوتا لصالحه و64 صوتا ضده (113-64). ومع ذلك، رفض المجلس الوطني اقتراح منح حقوق التبني الكاملة التي وافق عليها مجلس الولايات. في 4 مارس 2013، وافق مجلس الولايات على النسخة الجديدة التي وافق عليها المجلس الوطني في 13 ديسمبر 2012 بتصويت 26 صوتا لصالح و16 صوتا ضد (26–16).
في نوفمبر 2014، مع الأخذ في الاعتبار الأصوات البرلمانية، وافق المجلس الاتحادي على السماح بتبني طفل الشريك، كجزء من إصلاح أكبر للتبني. كان يجب الموافقة على مشروع القانون من قبل البرلمان، على الرغم من أن المعارضين قد أعلنوا بالفعل أنهم سيفرضون استفتاءًا اختياريًا. بالنسبة لمثل هذا الاستفتاء، يجب على المواطنين الذين يعارضون القانون جمع 50000 توقيع خلال 100 يوم.
في يناير/كانون الثاني 2016، صوّتت لجنة الشؤون القانونية في مجلس الولايات الموافقة على اقتراح السماح بتبني أحد الشريكين للطفل البيولوجي للشريك الآخر في تصويت 7 أعضاء لصالح وضد 3 أعضاء مع امتناع عضو واحد عن التصويت (7-3-1). في 8 مارس 2016، صوت مجلس الولايات بالموافقة على مشروع القانون في تصويت 25 صوتا لصالحه و14 صوتا ضده (25-14). علاوة على ذلك، ينطبق القانون على الشركاء غير المتزوجين، سواء كانوا مثليين أو مغايرين، كما أنها ستخفض الحد الأدنى لسن السماح بالتبني من 35 إلى 28 سنة. دعمت عضو المجلس الاتحادي سيمونيتا سوماروغامشروع القانون وذكرت أنه من الضروري توفير حماية قانونية للأطفال الذين هم في الأصل متبنون ويعيشون في العائلات المثلية.
في 13 مايو 2016، صوتت لجنة الشؤون القانونية بالمجلس الوطني بالموافقة على مشروع القانون في تصويت 15 صوتا لصالحه و9 أصوت ضده (15-9). في اليوم التالي، تمت الموافقة على مشروع القانون من قبل المجلس الوطني في تصويت 113 صوتا لصالحه و64 صوتا ضده (113-64). أدت النصوص المختلفة إلى موافقة المجلسين على صيغة نهائية معدلة قليلاً من مشروع القانون الذي تم تمريره في البرلمان في 17 يونيو 2016 وذلك بتصويت 125 صوتا لصالحه و68 صوتا ضده مع امتناع 3 أعضاء عن التصويت (125-68-3). بموجب القانون السويسري، يمتلك معارضو مشروع القانون الذي أقره البرلمان مائة يوم لجمع 50000 توقيع صالح. إذا تم جمع ما يكفي من التوقيعات، فسيتم إجراء استفتاء، وإلا سيصبح مشروع القانون قانونًا. بعد التصويت النهائي في البرلمان، تم إنشاء لجنة استفتاء تضم أعضاء من عدة أحزاب سياسية مختلفة بهدف فرض استفتاء على مشروع القانون. لم يدعم أي حزب رئيسي اللجنة. في 4 أكتوبر 2016، تم التأكيد على أن الاستفتاء لن يحدث إذ تم جمع 20000 توقيع فقط. دخل القانون حيز التنفيذ في 1 يناير 2018.

### تسهيل التجنيس
في 14 مارس 2016، وافق المجلس الوطني على مشروع قانون يمنح التجنيس الميسر (الذي يعتبر وسيلة سهلة للحصول على الجنسية السويسرية) للشركاء المثليين. في الوقت الحالي، يحق للأجنبي المتزوج من سويسري الحصول على الجنسية السويسرية خلال ثلاث سنوات من الزواج وخمس سنوات من الإقامة في البلد، لكن هذا الخيار غير متاح للشركاء في الشراكات المسجلة. تمت الموافقة على مشروع القانون بتصويت 122 صوتا لصالح و62 صوتا ضد (122-62). في 26 سبتمبر 2016، قرر مجلس الولايات أنه سيتم التصويت على مشروع القانون في نفس الوقت مع التصويت المقرر لمشروع قانون زواج المثليين لعام 2013 (انظر في الأسفل في قسم زواج المثليين لمزيد من التفاصيل).

### معاشات التقاعد
في نهاية أغسطس/آب 2008، قررت المحكمة الاتحادية أن الشركاء المثليين لفترة طويلة يحق لهم الحصول على نفس المزايا المكتسبة من معاش المتوفى تماما كالشركاء المغايرين. وبأن الشقة المشتركة ليست ضرورية.

### مباركة الكنائس الإصلاحية السويسرية
بعض الكنائس الإصلاحية السويسرية تسمح بمباركة الشراكات المسجلة المثلية. وهي الكنيسة الإصلاحية في أرغاو، الكنائس الإصلاحية في كانتون برن-يورا-سولوتورن، الكنيسة البروتستانتية الإنجيلية في غراوبوندن، الكنيسة الإنجيلية الإصلاحية في كانتون لوسيرن، الكنيسة الإنجيلية الإصلاحية في كانتون سانت غالن، الكنيسة الإصلاحية الإنجيلية في كانتون شافهاوزن، وكنيسة تيسينو الإنجيلية، والكنيسة الإنجيلية في كانتون ثورغو، والكنيسة الإنجيلية الإصلاحية في كانتون فود، والكنيسة الإنجيلية الإصلاحية في كانتون زيورخ.
غير أن الكنائس الإصلاحية الأخرى رفضت التحركات للسماح بمثل هذه المباركات، بما في ذلك الكنيسة الإصلاحية في كانتون نوشاتيل والكنيسة الحرة الإنجيلية في جنيف.
من نوفمبر 2012 إلى يوليو 2017، تم إقامة 8 شراكات من نفس الجنس فقط في الكنيسة الإنجيلية الإصلاحية في كانتون فود.

### إحصائيات
تم تسجيل أول شراكة مثلية في 2 يناير 2007 في كانتون تيسينو الناطق باللغة الإيطالية.
من 2007 إلى 2018، تم تسجيل 10,192 شراكات مثلية في سويسرا.

#### على المستوى الفدرالي (حسب السنة)
| السنة | الشريكات المثليات | الشركاء المثليون | العدد الإجمالي |
| ----- | ----------------- | ---------------- | -------------- |
| 2007  | 573               | 1431             | 2004           |
| 2008  | 271               | 660              | 931            |
| 2009  | 284               | 588              | 872            |
| 2010  | 221               | 499              | 720            |
| 2011  | 246               | 426              | 672            |
| 2012  | 267               | 428              | 695            |
| 2013  | 230               | 463              | 693            |
| 2014  | 270               | 450              | 720            |
| 2015  | 261               | 440              | 701            |
| 2016  | 224               | 497              | 721            |
| 2017  | 301               | 477              | 778            |
| 2018  | 271               | 414              | 685            |

#### على مستوى الكانتونات (من عام 2007 إلى عام 2016)
| الكانتون          | عدد الشراكات المسجلة | الكانتون  | عدد الشراكات المسجلة |
| ----------------- | -------------------- | --------- | -------------------- |
| أرجاو             | 444                  | نيدفالدن  | 19                   |
| أبينزيل أوسيرهودن | 34                   | أوبفالدن  | 19                   |
| أبينزيل إينرهودن  | 8                    | شافهوزن   | 63                   |
| ريف بازل          | 303                  | شفيتس     | 91                   |
| مدينة بازل        | 361                  | سولوتورن  | 191                  |
| برن               | 937                  | سانت غالن | 281                  |
| فريبورغ           | 213                  | تورغاو    | 182                  |
| جنيف              | 801                  | تيسينو    | 209                  |
| غلاروس            | 17                   | أوري      | 16                   |
| غراوبوندن         | 86                   | فاليز     | 172                  |
| جورا              | 39                   | فود       | 967                  |
| لوتسرن            | 286                  | تسوغ      | 109                  |
| نيوشاتل           | 123                  | زيورخ     | 2,758                |

## قوانين الكانتونات

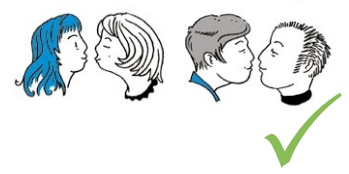
"يسمح بالشراكات المسجلة بين الشركاء المثليين في سويسرا"، صورة من منشور حكومة كانتون لوتسيرن للاجئين

### المساكنة
تعترف بعض دساتير الكانتونات السويسرية وتضمن حق المعاشرة وتأسيس أسرة خارج إطار الزواج لكل من الشركاء المغايرين والشركاء المثليين؛ وتشمل هذه من بين دساتير آخرين كلا من كانتون فود، كانتون زيورخ،  كانتون أبينزيل أوسيرهودن، كانتون مدينة بازل، كانتون برن، كانتون جنيف، كانتون تسوغ، كانتون شافهوزن، كانتون فريبورغ.

### الشراكات المسجلة
لدى كانتون جنيف قانون الشراكة على مستوى الكانتون منذ عام 2001. ويمنح الشركاء غير المتزوجين، سواء المغايرين أو المثليين، كثيرا من الحقوق والمسؤوليات والحماية التي لدى الأزواج المغايرين. ومع ذلك، فإنه لا يسمح بالمزايا في الضرائب أو الضمان الاجتماعي أو أقساط التأمين الصحي (على عكس القانون الاتحادي). يكمن أصل القانون في قانون ميثاق التضامن المدني الفرنسي.
في خريف 2016، ابتكرت إدارة التعليم العام في كانتون جنيف أشكالًا جديدة في المدارس تسمح بالاعتراف الكامل با الوالدين المثليين. في السابق، لم يكن من الممكن تسجيل الوالدين المثليين على النحو الصحيح لأنه لا يمكن إدراج سوى الأم والأب فقط. تتضمن الأشكال الجديدة صندوقين بعنوان «الولي» عوض «الأب» و«الأم».
في 22 أيلول/سبتمبر 2002، وافق الناخبون في كانتون زيورخ على قانون الشراكة المسجلة للشركاء المثليين عن طريق الاستفتاء (بتصويت 62.7٪ لصالحه) الذي يمنح حقوقا أكثر من قانون الشراكة في كانتون جنيف، ولكنه يتطلب من الشركاء العيش معاً لمدة ستة أشهر قبل التسجيل.
في يوليو 2004، صوت مجلس كانتون نيوشاتل، بتصويت 65 صوتا لصالح و38 صوتا ضد (65-38)، على قانون يعترف بالشركاء غير المتزوجين.
وترد الشراكات المسجلة للشركاء المثليين في دستور كانتون فريبورغ. في مايو 2004، وافق الناخبون على الدستور الجديد بتصويت 58.03٪ منهم لصالحه و 41.97٪ منهم ضده. ودخل الدستور حيز التطبيق في 1 يناير 2005.

### زواج المثليين
في 6 يونيو 2016، رفض مجلس كانتون زيورخ في تصويت 110 صوتا لصالح و52 صوتا ضد (110-52) اقتراح لتعريف الزواج باعتباره اتحادًا بين رجل واحد وامرأة واحدة في دستور زيورخ. وسعى الاقتراح الذي طرحه الاتحاد الديمقراطي الفيدرالي (وهو الحزب الذي بدأ في جمع التوقيعات لفرض استفتاء حول قانون الشراكة المسجلة في عام 2004)، إلى حظر زواج المثليين في دستور الكانتون، كوسيلة لمواجهة مبادرة زواج المثليين في البرلمان الاتحادي السويسري التي طرحت منذ عام 2013. وكان حزب الاتحاد الديمقراطي الفيدرالي ومعظم أعضاء حزب الشعب السويسري لصالح الاقتراح، في حين أن جميع الأطراف الأخرى، بما في ذلك حزب الشعب الديمقراطي المسيحي وحزب الشعب الإنجيلي، كانت ضد الاقتراح. بعد ذلك جمع حزب الاتحاد الديمقراطي الفيدرالي 6000 توقيع لفرض استفتاء حول الاقتراح في الكانتون. تم إجراء الاستفتاء في 27 نوفمبر 2016، حيث تم رفض الاقتراح بأغلبية ساحقة، إذ صوت 80.9% ضده، بينما صوت 19.1% لصالحه. في بعض أجزاء الكانتون، حصل «لا» على نسبة 92% من الأصوات. رفضت جميع البلديات الاقتراح.

## زواج المثليين
في عام 2012، طلب البرلمان من المجلس الفيدرالي السويسري وهو السلطة التنفيذية في البلاد دراسة كيفية تحديث قانون الأسرة ليعكس التغييرات في المجتمع. في مارس 2015، أصدر المجلس تقريره الحكومي حول الزواج والحقوق الجديدة للعائلات، مما زاد من إمكانية منح الشركاء المغايرين الشراكات المسجلة وزواج المثليين للأزواج المثليين والمثليات. أعربت عضوة المجلس الاتحادي سيمونيتا سوماروغا، المسؤولة عن وزارة العدل والشرطة الفيدرالية، عن أملها في أن يسمح للشركاء المثليين والمثليات بالزواج قريبا.

### موقف الأحزاب السياسية
ويدعم زواج المثليين كل من الحزب الاشتراكي الديمقراطي السويسري (SPS / PSS)، وحزب الخضر السويسري (GPS / PES)، وحزب الخضر الليبرالي السويسري (GLP / PVL) والحزب الديمقراطي المحافظ (BDP / PBD)، وحزب العمال السويسري، الحزب المسيحي الاجتماعي في أوبفالدن، الحزب الليبرالي الراديكالي السويسري،  وأغلب السياسيين من حزب الشعب الديمقراطي المسيحي (CVP / PDC). ويعارض زواج المثليين في الغالب كل من حزب الشعب السويسري، وحزب الشعب الإنجيلي، وحزب رابطة تيسينو وحزب حركة المواطنين في جنيف.
في عام 2017، قال رئيس حزب الشعب الديمقراطي المسيحي، غيرهارد بفيستر، إنه يعتقد أن حوالي ثلثي المشرعين في حزبه يعارضون زواج المثليين. ويشمل سياسيو الحزب الذين يدعمون زواج المثليين أندريا غمور-شونينبرغر، عضوة المجلس القومي في لوتسيرن، روث ميتزلر، العضوة السابقة في المجلس الاتحادي.
في نيسان/أبريل 2018، صوت الجناح النسائي في الحزب الليبرالي الراديكالي السويسري بأغلبية لدعم زواج المثليين في تصويت 56 صوتًا لصالح مقابل صوتين ضد (56-2).
في 26 يناير 2019، اعتمد حزب الشعب السويسري (SVP/UDC) برنامجًا جديدًا للحزب. رفض المندوبون اقتراحًا بإلغاء معارضة الحزب لزواج المثليين في تصويت 126 صوتا لصالح مقابل 166 صوتًا ضد (126-166).
في يونيو 2019، أعربت كل من حكومات برن، شافهاوزن، سانت غالن وتورغاو أعربت عن دعمها لفتح الزواج للأزواج المثليين. أعربت حكومة أوبفالدن عن معارضتها لهذه الفكرة، وطالبت بدلاً من ذلك بإجراء استفتاء.

### المبادرة البرلمانية لحزب الخضر الليبرالي السويسري
في ديسمبر 2013، قدم حزب الخضر الليبرالي السويسري مبادرة برلمانية لإجراء تعديل دستوري، بهدف إلى تقنين زواج المثليين.
في 20 فبراير 2015، صوتت لجنة الشؤون القانونية للمجلس الوطني للمضي قدمًا في المبادرة، بأغلبية 12 صوتًا مقابل 9 أصوات، وامتناع عضو واحد عن التصويت (12-9-1). في مايو 2015، تم إطلاق عريضة لدعم مشروع القانون. وقدمت التوقيعات التي تم جمعها إلى لجنة الشؤون القانونية بمجلس الولايات قبل مناقشة مشروع القانون، أملاً في إقناعها بدعمها. في 1 سبتمبر 2015، صوتت لجنة الشؤون القانونية في مجلس الشيوخ للمضي قدمًا في المبادرة بأغلبية 7 أصوات مقابل 5 أصوات (7-5).
ثم تم تكليف لجنة القانونية بالمجلس الوطني بإعداد مشروع قانون خلال سنتين (بموجب المادة 111 من الدستور)، أي بحلول عام 2017. ومع ذلك، وبسبب تعقيد الإصلاح القانوني، اقترحت لجنة الشؤون القانونية للمجلس الوطني في 11 مايو 2017 تمديد الموعد النهائي للمبادرة لعامين آخرين (أي بحلول عام 2019) ومطالبة الإدارة الحكومية بمزيد من الدراسة للمسألة. أرادت أقلية تتكون من حزب الشعب السويسري (SVP / UDC) منع المبادرة. في 16 يونيو 2017، صوت المجلس الوطني لصالح اقتراح اللجنة بالاستمرار في المبادرة بأغلبية 118 صوتا لصالحها و71 صوتا ضدها (118-71). في عام 2019، لا تزال مبادرة 2013 مستمرة من خلال العملية التشريعية السويسرية البطيئة.
اجتمعت لجنة الشؤون القانونية التابعة للمجلس الوطني في 17 مايو 2018، وهو اليوم العالمي لمناهضة رهاب المثلية ورهاب التحول الجنسي ورهاب ازدواجية التوجه الجنسي، لمناقشة التبعات القانونية لتشريع زواج المثليين، مثل التعديلات اللازمة على قوانين أخرى، والبدء في صياغة قانون الزواج. وأوصت اللجنة بتعديل القانون المدني السويسري (بالألمانية: Zivilgesetzbuch) لإزالة التعريف الزواج كارتباط بين رجل وامرأءة، وإدراج تعريف محايد جنسانياً. كما أوصت بإدخال تعديلات على قانون التسجيل المدني لعام 1953 (بالألمانية: Zivilstandsverordnung)، التي تعرف الزواج على أنه ارتباط بين رجل وامرأة فقط. كما سيتم تعديل قوانين أخرى، بما في ذلك القوانين المتعلقة بالتجنيس، إلى جانب مبادرة 2013. بالإضافة إلى ذلك، ووفقاً للجنة ووزارة العدل، فإن مبادرة 2013 ستعطي التبني المشترك للأزواج المثليين والمثليات المتزوجين. وعلى هذا النحو، أوصت اللجنة بعدم إجراء أي تغيير في قانون التبني، الذي يسمح للأزواج بالتبني دون تعريف واضح «للزواج». في 6 يوليو 2018، صوتت اللجنة ضد رفض المبادرة بالكامل، بنسبة 18 صوتا لصالح وصوتا واحدا ضد (18-1)، وبعد ذلك صوتت اللجنة لدعم تشريع زواج المثليين والتبني المشترك وتسهيل التجنيس بتصويت 14 لصالح و11 صوتا ضد (14-11). وعلاوة على ذلك، صوتت اللجنة في تصويت 16 صوتا لصالح مقابل 9 أصوات ضد (16-9) للتشريع، بدلا من تعديل الدستور. ولذلك، لن يتم بالضرورة دعوة الناخبين السويسريين للتصويت على المبادرة (على الرغم من أن المعارضين لا يزال يمكنهم فرض استفتاء حول هذه القضية، الأمر الذي يتطلب أن تنجح أغلبية بسيطة من هؤلاء الناخبين). تتطلب التغييرات الدستورية أغلبية مزدوجة (من الناخبين والكانتونات)، ويكون فيها الاستفتاء إلزاميا. على الرغم من احتجاجات مجموعات الدفاع عن حقوق المثليين، قررت اللجنة التخلي عن تقنيات التلقيح بالمساعدة للزوجات والشريكات المثليات والمعاشات التقاعدية للأرامل حتى تكون الفرصة أكبر للموافقة على المبادرة، وأيضاً لأن تقنين تقنيات التلقيح بالمساعدة يتطلب تعديلًا دستوريًا. وستتم مناقشة هاتين المسألتين في قانون منفصل. يمكن أن يصبح زواج المثليين قانونيًا في سويسرا بحلول عام 2021. في أوائل يوليو، بدأت منظمة «عملية ليبرو» في جمع التوقيعات لصالح زواج المثليين، لإقناع البرلمان تشريعه، وقد جمعت أكثر من 30,000 توقيع في أقل من أسبوع.
في 14 فبراير 2019، وافقت لجنة الشؤون القانونية التابعة للمجلس الوطني على مشروع قانون يسمح بزواج المثليين في تصويت 19 صوتا لصالحه مقابل 4 أصوات ضده، مع امتناع واحد عن التصويت (19-4-1). وتم رفض مشروع قانون آخر من شأنه أن يسمح بالوصول إلى تبرعات الحيوانات المنوية للزوجات المثليات بفارق ضئيل. تم إرسال الاقتراحين للمشاورة العامة في الأسابيع المقبلة، وبعد ذلك سيقوم المجلس الاتحادي للحكومة السويسرية بإعادة النظر في التشريع ويمكنه بعد ذلك تقديمه إلى البرلمان السويسري للموافقة عليه. من المحتمل أن يتم إلغاء خيار تبرعات بالحيوانات المنوية بشكل قانوني للزوجات المثليات خلال تلك العملية التشاورية إذا كان يُنظر إليه على أنه مثير للجدل. سينهي كلا الاقتراحين نظام الشراكات المسجلة. بدأت اللجنة المشاورة العامة في 14 مارس، والتي استمرت حتى 21 يونيو 2019. أظهرت المشاورة دعمًا واسعًا لتقنين زواج المثليين بين جميع الأحزاب السياسية، باستثناء حزب الشعب السويسري. ستقدم اللجنة الوطنية استئنافًا للتشاور في نهاية أغسطس لتوضيح بعض النقاط، مثل التأمين الاجتماعي ومعاش الأرامل. سيكون الأمر متروكًا للمجالس الفيدرالية لاتخاذ قرار بشأن النص، بدءًا بالمجلس الوطني، ومن المحتمل أن يكون هذا في شتاء عام 2020، يليه استفتاء محتمل عام 2020.

## المبادرة الشعبية لحزب الشعب الديمقراطي المسيحي السويسري «للزوجين وللعائلة»
بدأ حزب الشعب الديمقراطي المسيحي السويسري (CVP / PDC) في عام 2011 بجمع توقيعات لمبادرة شعبية بعنوان «للزوجين وللعائلة - لا لتحقير الزواج» (بالألمانية: Für Ehe und Familie - gegen die Heiratsstrafe)؛ (بالفرنسية:  Pour le couple et la famille - Non à la pénalisation du mariage)‏
(بالإيطالية: Per il matrimonio e la famiglia - No agli svantaggi per le coppie sposate)‏، (باللغة الرومانشية: Per la lètg e la famiglia - Na als dischavantatgs per pèrs maridads). سعت هذه المبادرة إلى تغيير الفصل 14 من الدستور الاتحادي السويسري وتهدف إلى معادلة الحقوق المالية والمزايا المتساوية للضمان الاجتماعي بين المتزوجين والشركاء غير المتزوجين. ولكن، فإن النص سيقدم أيضا في الدستور للمرة الأولى على الإطلاق تعريف الزواج، الذي سيكون فقط «الاتحاد بين الرجل والمرأة».
في نوفمبر 2012، انتهى جمع التوقيعات وتم تقديم المبادرة. واستعرض المجلس الاتحادي السويسري المبادرة وقرر تقديم الدعم لها. في أكتوبر 2013، وطلب رسميا من البرلمان أن يوصي الناخبين بالموافقة على المبادرة.
في 10 ديسمبر 2014، ناقش المجلس الوطني في البرلمان المبادرة. واقترح الخضر تعديل مشروع القانون إلى أنه «لا يمكن تحقير أي شكل من أشكال الاتحاد»، واقترح الخضر الليبراليون تعديل مشروع القانون إلى «الزواج وجميع أشكال الاتحاد الأخرى التي يحددها القانون» لا يمكن تحقيرها 
كان نواب حزب الشعب السويسري المناقشات والحزب الديمقراطي المسيحي وحزب الخضر الليبرالي السويسري، وحزب الخضر السويسري، والحزب الاشتراكي الديمقراطي السويسري وحزب الديمقراطيين المحافظين. وكان نواب الحزب الليبرالي الراديكالي السويسري منقسمين في الغالب حول هذه المسألة. عارض حزب الشعب السويسري ونواب الديمقراطيين المسيحيين أي شكل من أشكال رهاب المثلية. ومن ناحية أخرى، أشارت الأطراف الرئيسية الأخرى إلى التمييز الذي ستطرحه المبادرة، كما تدعو إلى الانفتاح من أجل تعريف مستقبلي للزواج، يشمل زواج المثليين. حتى أن بعض النواب وصفوا الحزب الديمقراطي المسيحي بأنه حزب «رجعي».
بعد أن رفض كلا الاقتراحين المضادين من من قبل الخضر والخضر الليبراليين، وافق المجلس الوطني وافق على اقتراح مضاد وضعته لجنة الشؤون الاقتصادية والضرائب محافظة على نفس روح المبادرة ولكن ازالت أي تعريف للزواج يحده بين رجل وامرأءة. تمت الموافقة على الاقتراح في تصويت 102 صوتا لصالح و86 صوتا ضد (102-86)، وبالتالي رفض المبادرة الشعبية والتوصية للناخبين السويسريين بأنها ترفض المبادرة وقبول الاقتراح المضاد.
وافق مجلس الولايات في 4 مارس 2015 على الاقتراح المضاد الذي صوت عليه مجلس النواب في 12 ديسمبر/كانون الأول 2014، وبالتالي رفض مبادرة «الديمقراطيين المسيحيين» بحكم الأمر الواقع بتصويت 24 لصالح و19 صوتا ضد (24–19). كما ركزت المناقشات في مجلس الولايات بشكل أساسي على تعريف الزواج الذي من شأنه أن يفضي إلى التمييز تجاه مجتمع المثليين، على الرغم من أن فكرة المساواة في الحقوق المالية والمزايا المتساوية للضمان الاجتماعي بين المتزوجين والشركاء غير المتزوجين كانت بلا معارضة. قام عدد قليل من أعضاء الحزب الليبرالي بتغيير رأيهم، مما تسبب في فشل الاقتراح في مجلس الدولة. وفي وقت لاحق، في يونيو 2015، قرر مؤتمر التوفيق بين غرفتي البرلمان أن يوصي برفض المبادرة الأصلية. في 19 يونيو 2015، تم نشر الأمر الرسمي للبرلمان الذي يوصي الناخبين برفض المبادرة.
في 17 نوفمبر 2015، أوصى المجلس الاتحادي أيضا برفض المبادرة. وقد كان قد أيد المبادرة قبل سنتين، ولكن اضطر الآن لتغيير موقفه لأن البرلمان كان معارضا.

### التصويت
تم استدعاء السويسريين للتصويت على اقتراح الديمقراطيين المسيحيين في استفتاء في 28 فبراير 2016. كان على الشعب أن يقرر ما إذا كان يجب تعريف الزواج بأنه «تعايش دائم بين رجل وامرأة»، «يجب ألا يضعف بالمقارنة مع أنماط الحياة الأخرى»، وبالتالي حظر زواج المثليين دستوريا.
بين الأحزاب البرلمانية، قام كل من الحزب الديمقراطي المسيحي (ماعدا الجناح الشبابي للحزب الديمقراطي المسيحي في زيوريخ وجنيف، الذي كان قد أعلن عن معارضتهم لمبادرة الحزب الأب   والحزب الوطني المحافظ حزب الشعب السويسري والحزب المحافظ حزب الشعب الإنجيلي السويسري بحملة من أجل التصويت ب«نعم». وفي الوقت نفسه، عارض كل من الاشتراكيين الديمقراطيين، الليبراليين، والخضر، والديموقراطيين المحافظين والخضر الليبراليين النص وقاموا بحملة من أجل التصويت بلا «لا» جنبا إلى جنب مع الفرع السويسري لمنظمة العفو الدولية، منظمة «إيكونوميسويس» (بالفرنسية: Economiesuisse)‏ (منظمة أصحاب العمل)، والاتحاد السويسري لنقابات العمال وجمعية «عملية ليبيرو».
قبل شهر من التصويت، أظهرت استطلاعات مختلفة نسبة دعم قدرت ب67% (في 22 يناير 2016) ونسبة دعم قدرت ب53% (في 17 فبراير 2016).
في 28 فبراير 2016، تم رفض المبادرة بنسبة 50.8% من الأصوات وذلك بتصويت 1,609,328 شخصا لصالح و 1,664,217 شخصا ضدها، وفصل 54,979 صوتًا فقط بين المعسكرين. وفي الوقت نفسه، وافقت غالبية الكانتونات على المبادرة (16.5 إلى 6.5). ولم يرفض المبادرة إلا كل من كانتون جنيف، كانتون فود، كانتون برن، كانتون زيورخ، كانتون غراوبوندن، كانتون مدينة بازل، كانتون ريف بازل، وكانتون أبينزيل أوسيرهودن. لذلك، تم رفض الاقتراح الذي يسعى إلى تعريف الزواج كإتحاد بين رجل وامرأة، تاركًا الطريق مفتوحًا لمبادرة الحزب الأخضر الليبرالي حول تشريع زواج المثليين والذي يجب مناقشته من الآن فصاعدا عبر الإجراءات البرلمانية التشريعية.
خلال حملة الاستفتاء، أخبرت الحكومة الناخبين أن حوالي 80,000 من الأزواج يدفعون ضرائب أكثر من الأزواج المتساكنين غير المتزوجين، لكنها اعترفت لاحقًا أن الرقم الحقيقي كان حوالي نصف مليون. تقدم الحزب الديمقراطي المسيحي بشكوى ضد النتيجة في يونيو 2018، متنازعًا على دقة الإحصاءات.
في 10 أبريل 2019، أعلنت المحكمة الاتحادية العليا أن الاستفتاء باطل، وأمرت بإعادة التصويت. بعد أيام، أفيد أن غالبية الكتلة البرلمانية لحزب الشعب الديمقراطي المسيحي (CVP / PDC) تعارض المبادرة في شكلها الحالي وتريد حذف تعريف الزواج. وفقًا لصحيفة «تاغس-أنتزايغر» (بالألمانية: Tages-Anzeiger)، يأمل الحزب الآن أن يقترح البرلمان إجراءً بديلًا للقضاء على التمييز الضريبي ضد الأزواج، حتى يتمكن الحزب من سحب مبادرته دون أن يفقد هيبته.
تم الإبلاغ لاحقًا عن أن الاستفتاء قد لا يتم إعادة طرحه نظرًا لأن أمام المجلس الفيدرالي الآن خياران: تحديد موعد لإجراء استفتاء جديد، أو إنشاء قانون جديد يمرره البرلمان الاتحادي. في السيناريو الأخير، ستتاح للديمقراطيين المسيحيين الفرصة لسحب مبادرتهم، وهو الخيار المفضل للحزب. قال نائب رئيس الحزب، تشارلز جويلارد، «إن الحزب مستعد لسحب مبادرته إذا وضع المجلس الاتحادي حداً لعقوبة الزواج الضريبية والتمييز ضد الأزواج في التأمين على الشيخوخة والناجين».

## الرأي العام
وفقًا لاستطلاع أجراه مؤسسة «إفتوب» في مايو 2013، أيد 63% من السويسريين السماح للشركاء المثليين بالزواج وتبني الأطفال.
بعد قرار الموافقة للجنة الشؤون القانونية التابعة للمجلس الوطني على زواج المثليين، نشرت نتائج استطلاعين للرأي نتائجه في 22 فبراير 2015 أظهرت وجود دعم بنسبة 54% («ليجير ماركينغ» لجريدة «بليك») و 71% («جي أف أس زيوريخ» لجريدة «زونتاج تسايتونج») للسماح للشركاء المثليين بالزواج وتبني الأطفال.
أظهر استطلاع أجري بين أبريل وأيار 2016 أن 69% من السكان السويسريين يؤيدون زواج المثليين، و 25% يعارضونه و 6% غير متأكدين. أيد تقنينه 94% من ناخبي حزب الخضر. وأيد 59% من ناخبي حزب الشعب السويسري وأيد 63% من ناخبي الحزب المسيحي الديمقراطي ذلك على التوالي.
أظهر استطلاع للرأي أجرته مؤسسة «تاميديا» في 5 و6 ديسمبر 2017، أن 45% من السويسريين يؤيدون زواج المثليين والتبني، ويؤيد 27% زواج المثليين فقط، و 3% يؤيدون تبني المثليين للأطفال، وكان 24% ضد الاثنين. وهكذا وجد الاستطلاع أغلبية 72% لصالح زواج المثليين. كان ناخبو حزب الخضر والخضر الليبرالي والحزب الاشتراكي الديمقراطي السويسري الأكثر تأييدًا: 88% يؤيدون ذلك و 9% يعارضون ذلك و 3% لم يقرروا بعد. أيد 76% من ناخبي الحزب الليبرالي الراديكالي السويسري تقنين زواج المثليين، بينما عارضه 22% منهم. كما أيده 66% من ناخبي الحزب المسيحي الديمقراطي وأيده 56% من ناخبي حزب الشعب السويسري، على التوالي.
أظهر استطلاع أجراه مركز بيو للأبحاث خلال الفترة الممتدة ما بين أبريل وأغسطس من عام 2017 ونُشِرَ في مايو 2018، أن 75% من السويسريين يؤيدون زواج المثليين، ونسبة 24% يعارضونه و 1% لا يعرفون أو يرفضون الإجابة. وعند تقسيم ممن شملهم الاستطلاع تبعاً للدين؛ فإن نسب تأيد حق زواج المثليين توزعت بنسبة 89% من الأشخاص الغير مرتبطين بأي دين، و 80% من المسيحيين غير الممارسين للشعائر الدينية و 58% من المسيحيين المرتادين للكنائس. كانت نسبة معارضة زواج المثليين 16% فقط من قبل من هم في الفئة العمرية مابين 18-34.